# Exposed (Kristinia DeBarge-album)
Exposed är Kristinia DeBarges debutalbum som släpptes 28 juli 2009 i USA. DeBarge började spela in albumet 2008 och har skrivit låtar sedan 2006. Alumbet är producerat av Babyface och Ryan Tedder från One Republic.
Första singeln, "Goodbye", nådde upp till femtonde plats på Billboard Hot 100. Den andra singeln, en dubbel a-sida, med "Sabotage" och "Future Love" släpptes 21 juli 2009 för att marknadsföra albumet.

## Låtlista
1. "Somebody" (M. Hough, R. Wouter, U. Yancey) — 3:26
2. "Future Love" (Evan "Kidd" Bogart, Ryan Tedder) — 3:23
3. "Speak Up" (E. K. Bogart, R. Tedder, K. DeBarge) — 3:42
4. "Goodbye" (E. Dawkins, G. DeCarlo, A. Dixon, D. Frashuer, P. Leka, A. Shropshire, D. Thomas) — 3:28
5. "Sabotage" (E. K. Bogart, M. Mani, E. Nuri, J. Omley, D. Quinones) — 3:12
6. "Died in Your Eyes" (D. Josiah, P. Sheyne, R. Westburg) — 3:46
7. "Powerless" (T. Johnson, Tynisha Keli, M. Mani, J. Omley) — 3:41
8. "Cried Me a River" (K. DeBarge, Kenneth "Babyface" Edmonds, R. Walton) — 4:21
9. "Doesn't Everybody Want to Fall in Love" (Babyface, D. Simmons,  R. Walton) — 3:40
10. "It's Gotta Be Love" (K. DeBarge, Babyface, B. Ervin, S. Ettinger, D. Pierce, D. Simon, J. Smith) — 3:07
11. "Disconnect" (Babyface, R. Walton) — 4:01

## Releasehistorik
| Land           | Datum             | Bolag                       |
| -------------- | ----------------- | --------------------------- |
| USA            | 28 juli 2009      | Sodapop                     |
| Storbritannien | 17 augusti 2009   | Interscope, Universal Music |
| Polen          | 18 september 2009 | Universal Music             |